# Rezervația peisagistică Climăuții de Jos
Rezervația peisagistică „Climăuții de Jos” este o arie protejată, situată la sud de satul Climăuții de Jos, raionul Șoldănești, Republica Moldova. Are o suprafață de 668 ha. Obiectul este administrat de Gospodăria Silvică de Stat Soroca.

## Amplasare și structură
Rezervația se întinde de-a lungul râurilor Cușmirca (afluent de dreapta al Nistrului) în partea inferioară și Socol și include ocolul silvic Șoldănești, Climăuți, parcele 5-9; Socola, parcele 10-11; Pridnestrovscoe, parcela 1. Un interes deosebit îl prezintă porțiunea defileului situat în partea de jos a Cușmircii, cu apă mai multă și viteza mult mai mare, care are o lungime de circa 10 km, defileul având o adâncime de 150–200 m. Pe această porțiune râulețul intersectează de două ori lanțul de stânci formate de Marea Sarmatică, care se dezgolesc atât în partea stângă, cât și în partea dreaptă („Țiglău” și „Movila”), evidențiind stâncile pitorești aproape abrupte.
Fundul defileului este îngust, cu multe praguri, are o lățime mai mare (600-700 m) în partea de sus (spre vest de „Țiglău”), unde râulețul cotește formând cascade și gropi, dintre care „Groapa Lidiei” este cea mai mare și are o adâncime de mai mult de 4 metri.

## Diversitate biologică

### Floră
Pădurea este în temei alcătuită din stejar și frasin, cu amestec de arțar cu frunza ascuțită, arțar tătăresc, arțar de stepă, tei, corn, păr, vișin turcesc, carpen. Din arbuști se întâlnesc drăcila, păducelul, scumpia, măceșul, porumbarul, murul. Plantații artificiale de salcâm sunt întâlnite îndeosebi deasupra dealului. În adâncimile din pante predomină frasinul, teiul, iar mai aproape de râu salcia albă și salcia galbenă. Din plante se întâlnește urzica, leunurul (Leunurus cardiaca). Printre crăpăturile din piatră atârnă feriga, în caverne se formează pernuțe de mușchi, iar porțiunile deschise ale pietrelor sunt populate de diferiți licheni. În lunca râulețului, mai aproape de sat, se întâlnește coada calului de luncă. Pe „Movilă” și pe „Țiglău” din insuficiență de umiditate sunt poieni cu plante graminee, clopoței, garofițe, iar printre pietrele dezgolite cresc arbuști de măceș, drăcilă, păducel, corn, porumbar. Acolo unde stratul de roci este mai mare apare coada șoarecelui.
Flora mai include specii rare, ca urechelnița, șiverechia podoleană, feriga, imortela.
Aria naturală este încadrată în etajul fitoclimatic FD1, etajul deluros de cvercete cu stejar având următoarele tipuri de stațiune:
- deluros de cvercete cu stejar, soluri cenușii și cernoziom argiloiluvial, edafic mare, bonitate superioară și mijlocie;
- deluros de stejărete, cu cernoziom litic, rendzinic, edafic mic, bonitate inferioară.

Au fost definite următoarele tipuri de pădure:
- stejăreto-goruneto-șleau de productivitate mijlocie;
- stejăret de luncă înaltă de productivitate mijlocie;
- stejăret de coastă și platouri din regiunea de dealuri, productivitate mijlocie;
- stejăreto-șleau de deal de productivitate mijlocie;
- stejăreto-șleau de productivitate inferioară.

### Faună
Din animalele sălbatice se întâlnesc: dihorele de stepă, dihorele de pădure, vulpea, iepurele sălbatic, popândăul comun, popândăul pătat, veverița, șoarecele gulerat, șoarecele de câmp și șoarecele de pădure.
Aici viețuiesc și câteva specii de animale pe cale de dispariție: vulturi, bufnițe, mierla de stâncă, hermina și altele.

## Galerie de imagini

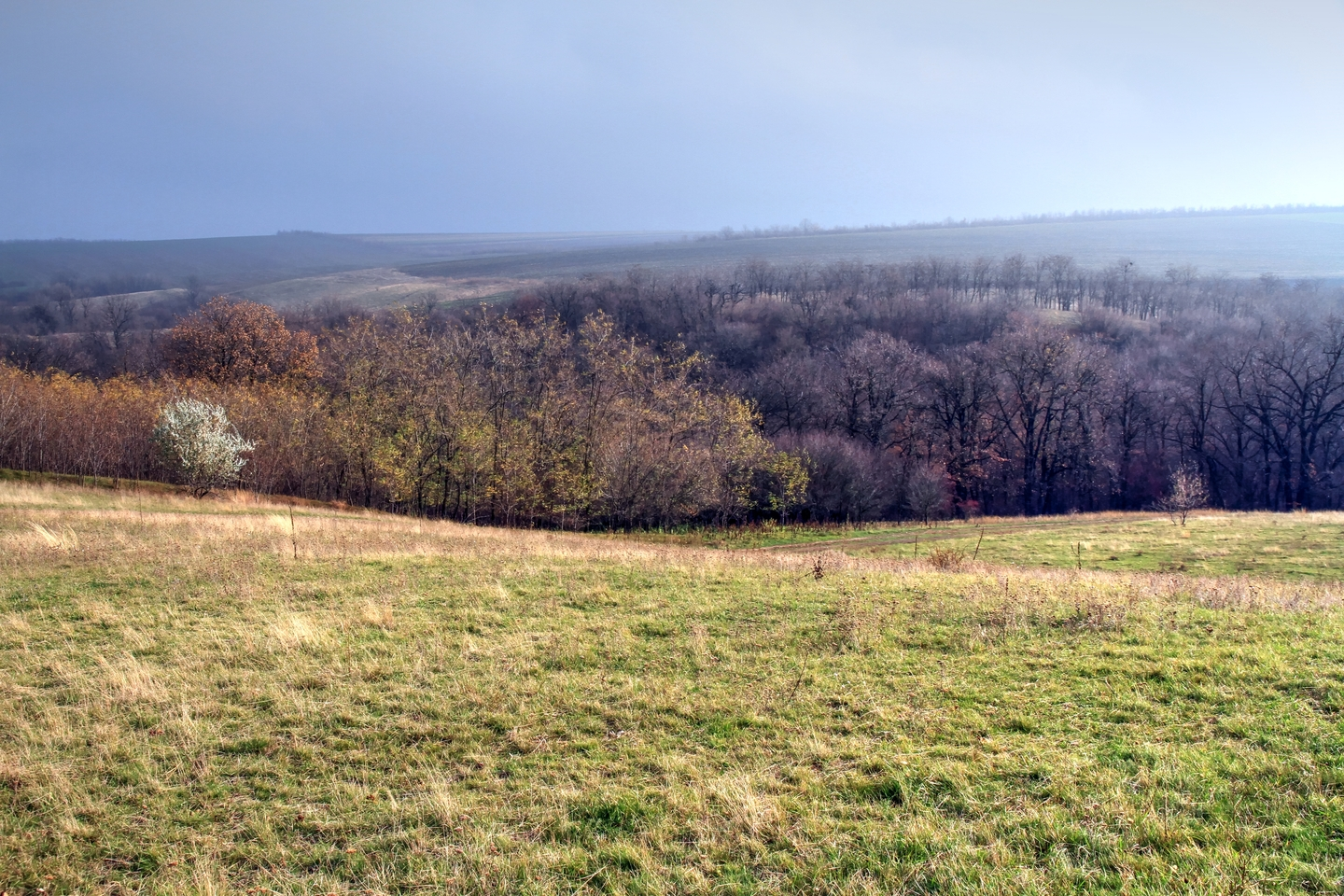
Vedere de ansamblu
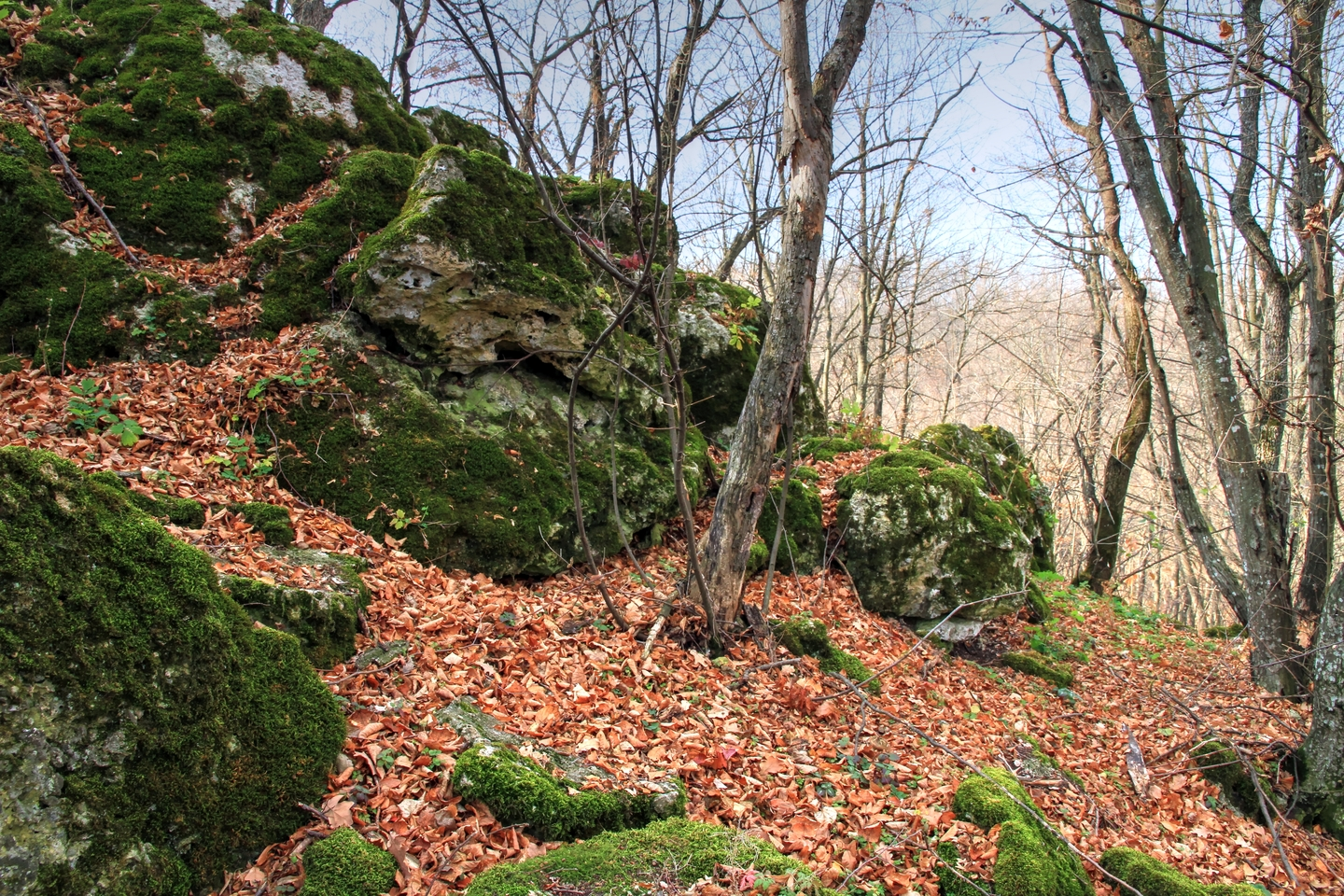
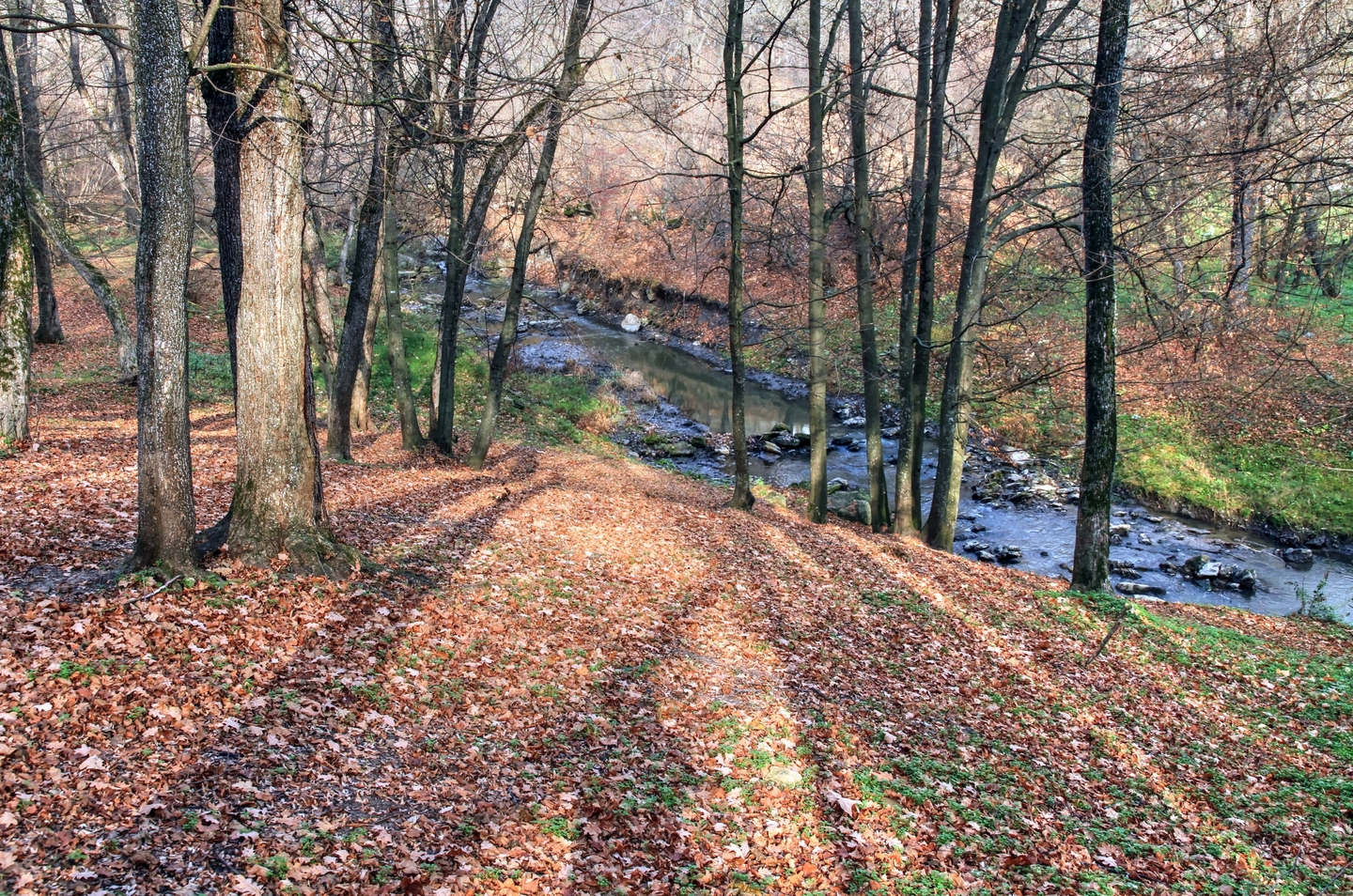
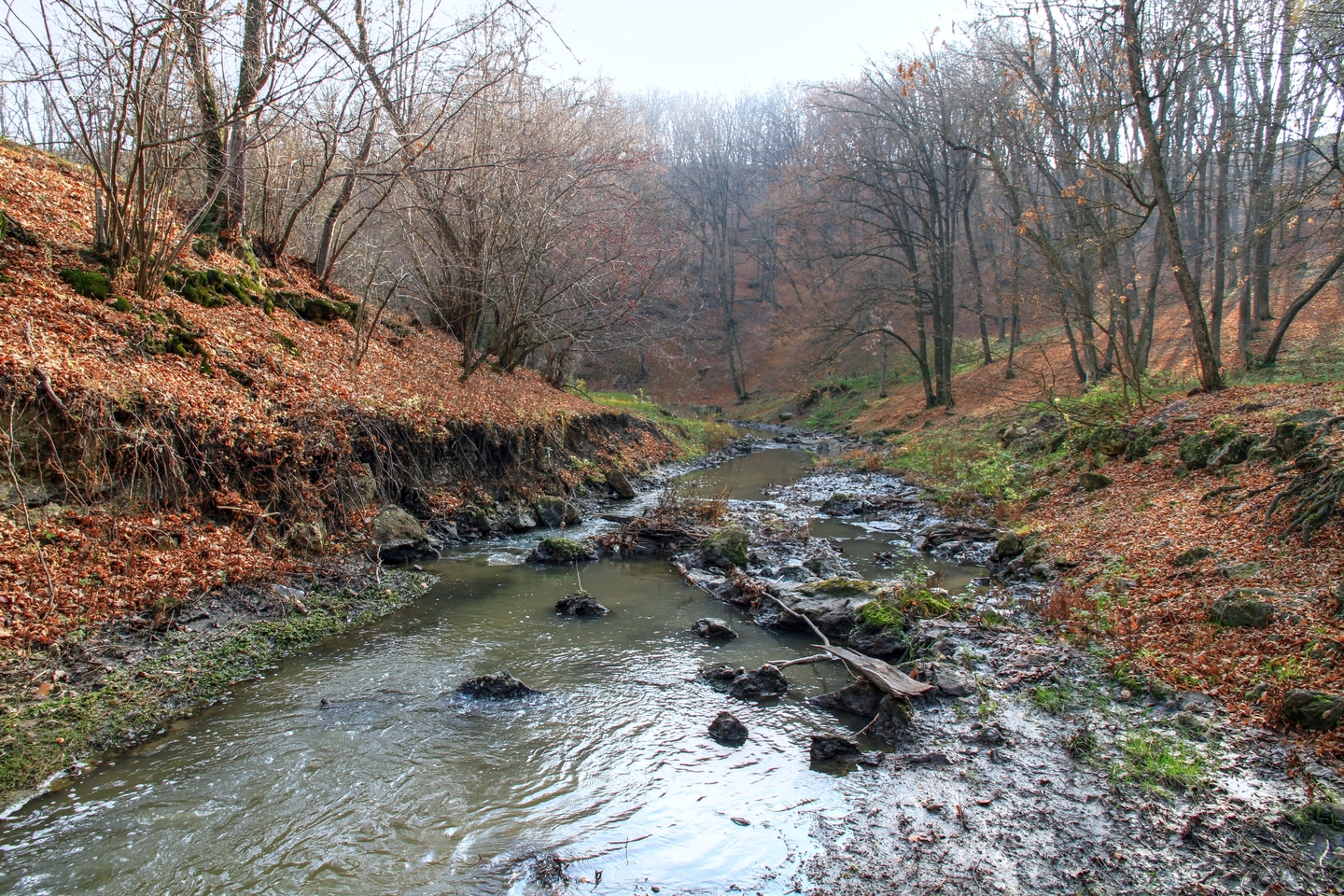
Râul Cușmirca
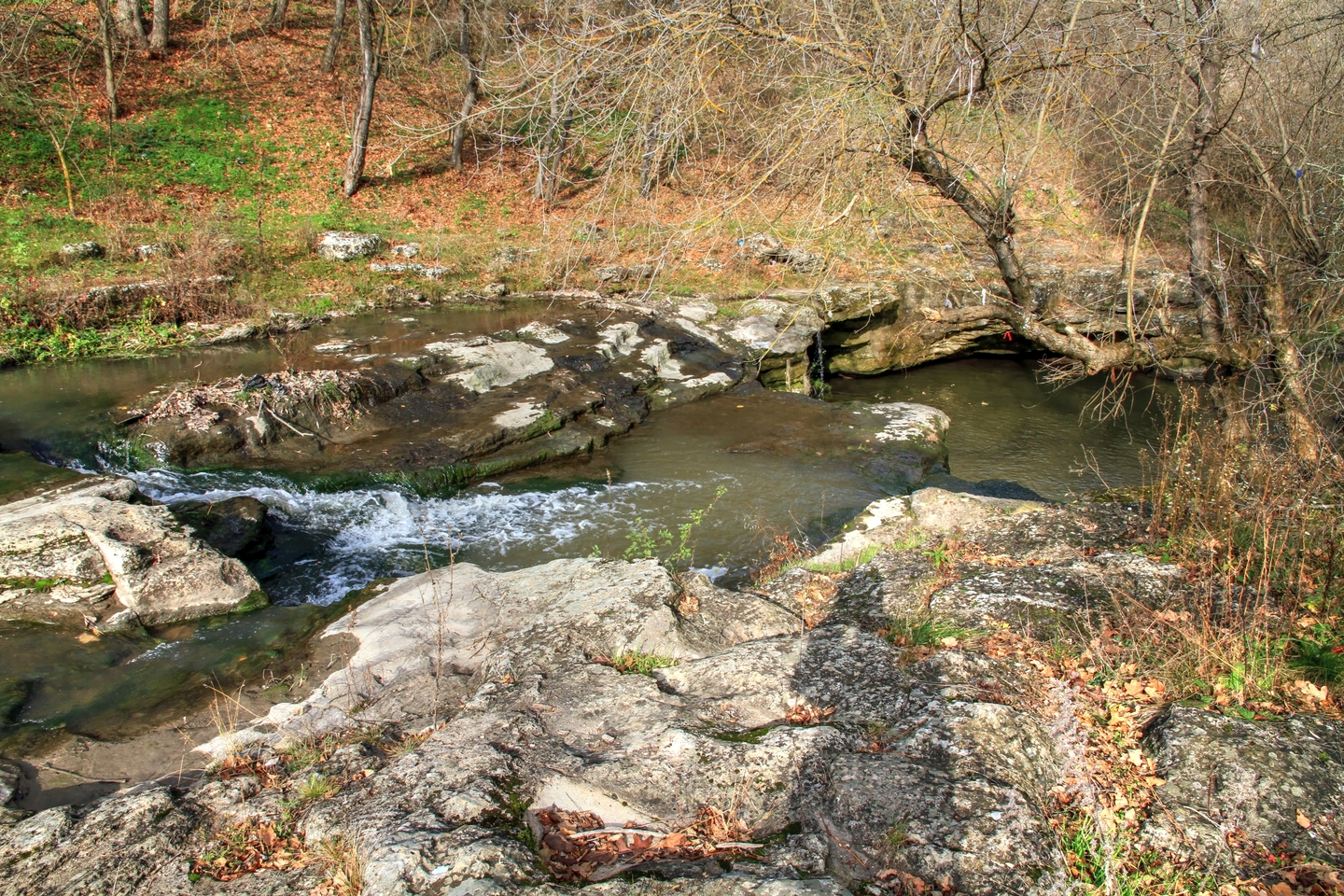
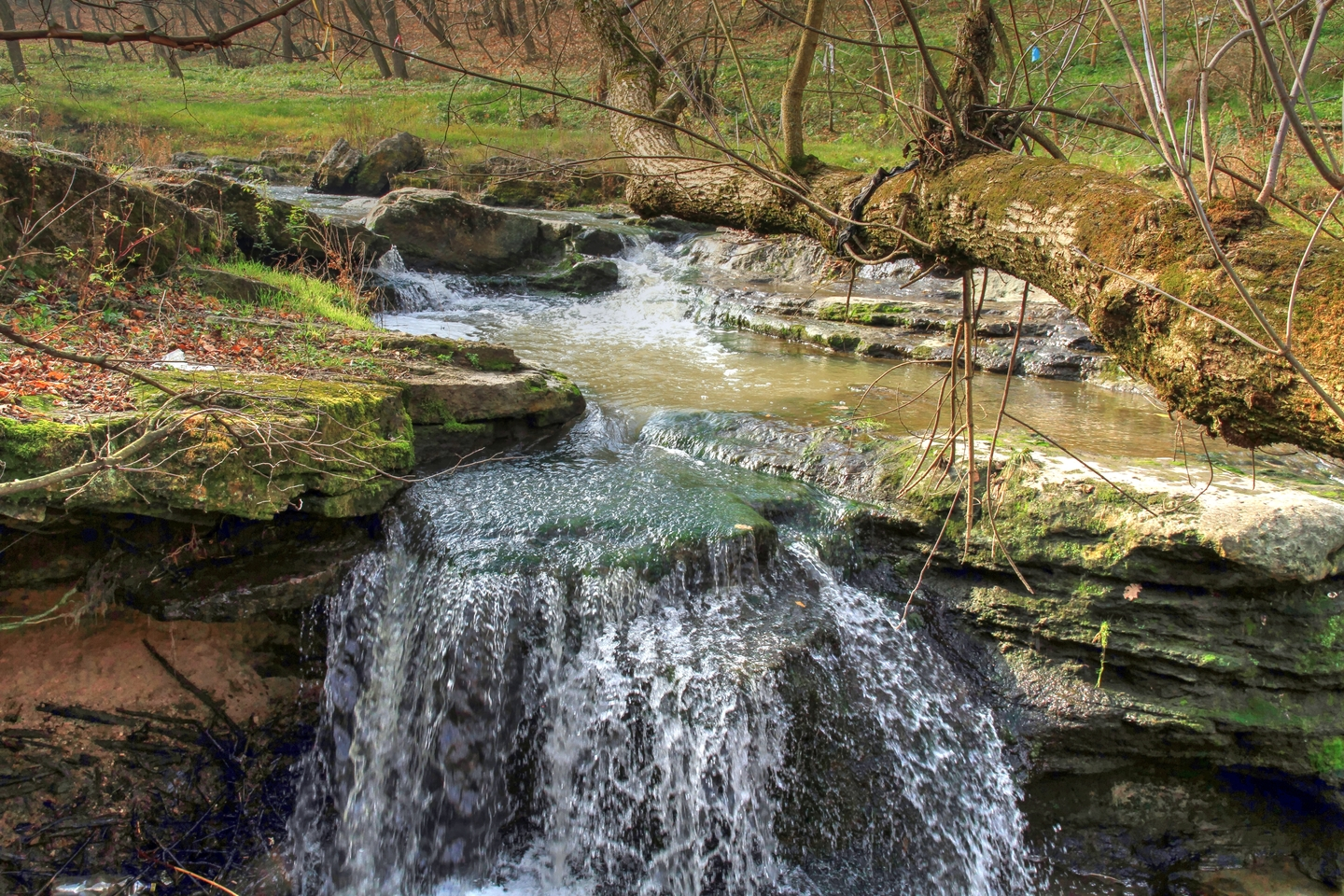